# Matthes Glacier
Matthes Glacier är en glaciär i Antarktis. Den ligger i Västantarktis. Argentina, Chile och Storbritannien gör anspråk på området. Matthes Glacier ligger 484 meter över havet.
Terrängen runt Matthes Glacier är bergig. Trakten är obefolkad. Det finns inga samhällen i närheten.